# Redondo Beach
Redondo Beach – miasto położone ok. 12 km na południe od Los Angeles w stanie Kalifornia, zamieszkiwane przez około 67.000 osób (2010).
Niektóre sceny do filmu Piraci z Karaibów: Na krańcu świata były kręcone w tym mieście.

## Współpraca
- Hermosa Beach, Stany Zjednoczone
- Manhattan Beach, Stany Zjednoczone
- La Paz, Meksyk

## Galeria zdjęć

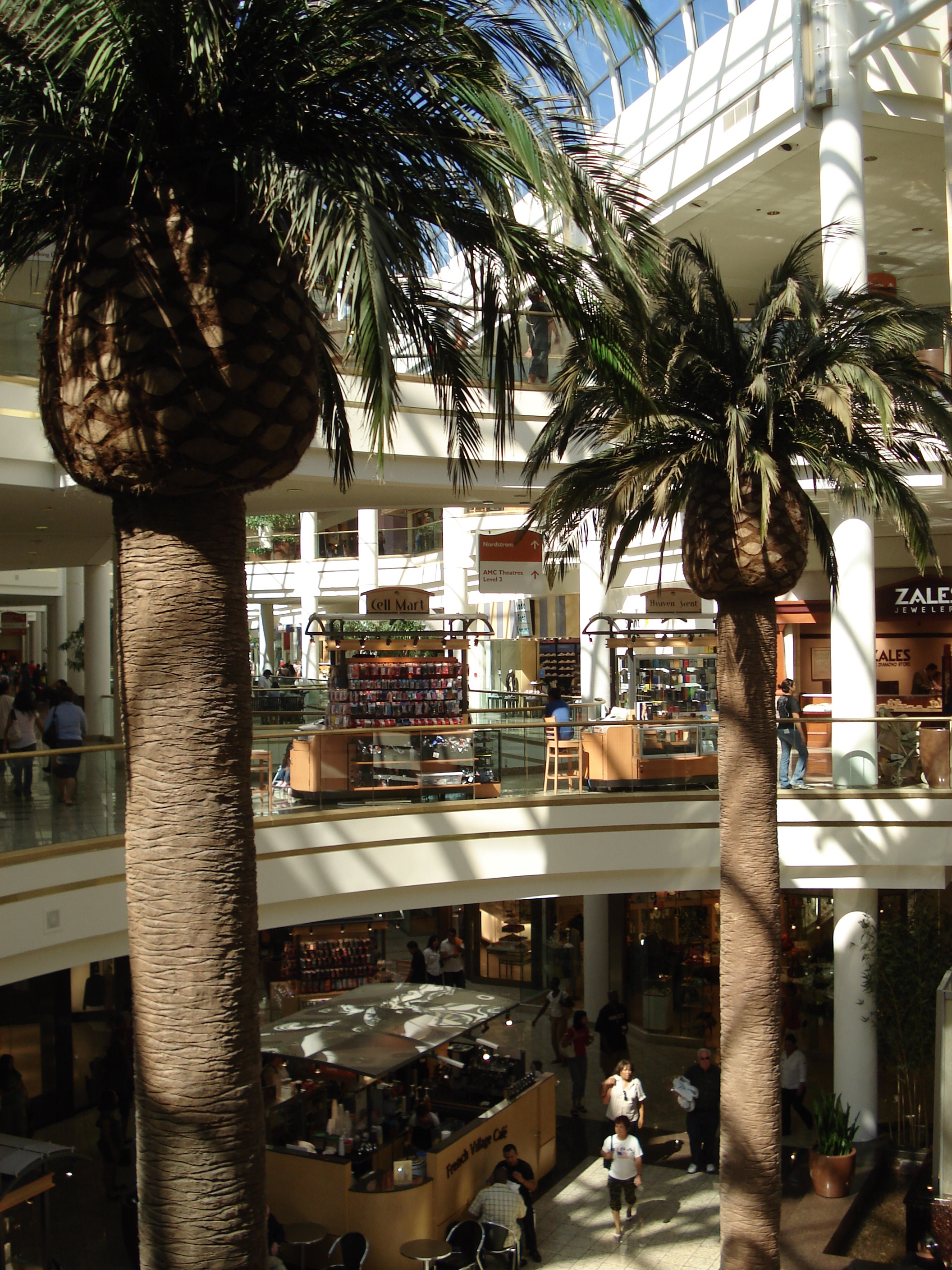
South Bay Galleria, centrum handlowe na granicy z Lawndale
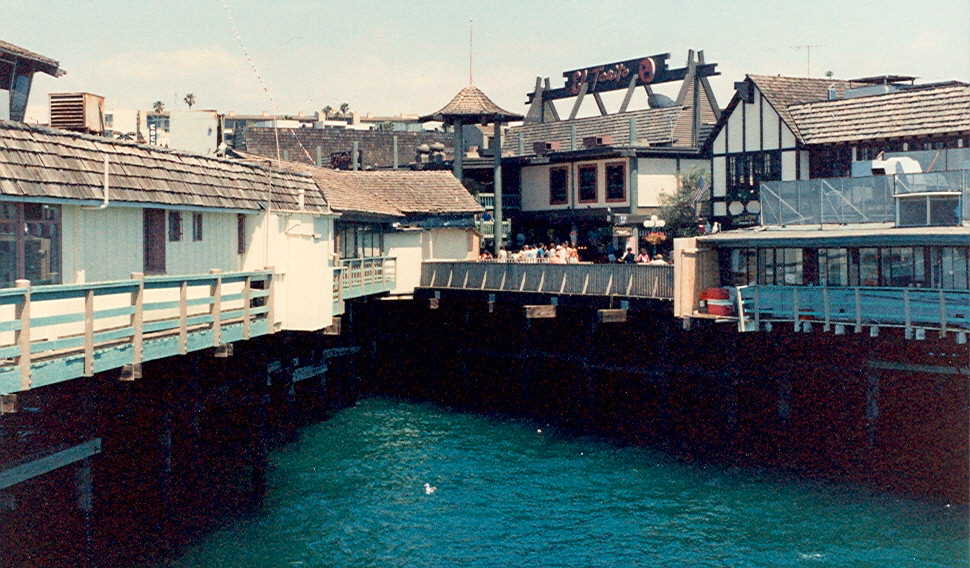
Molo w Redondo Beach
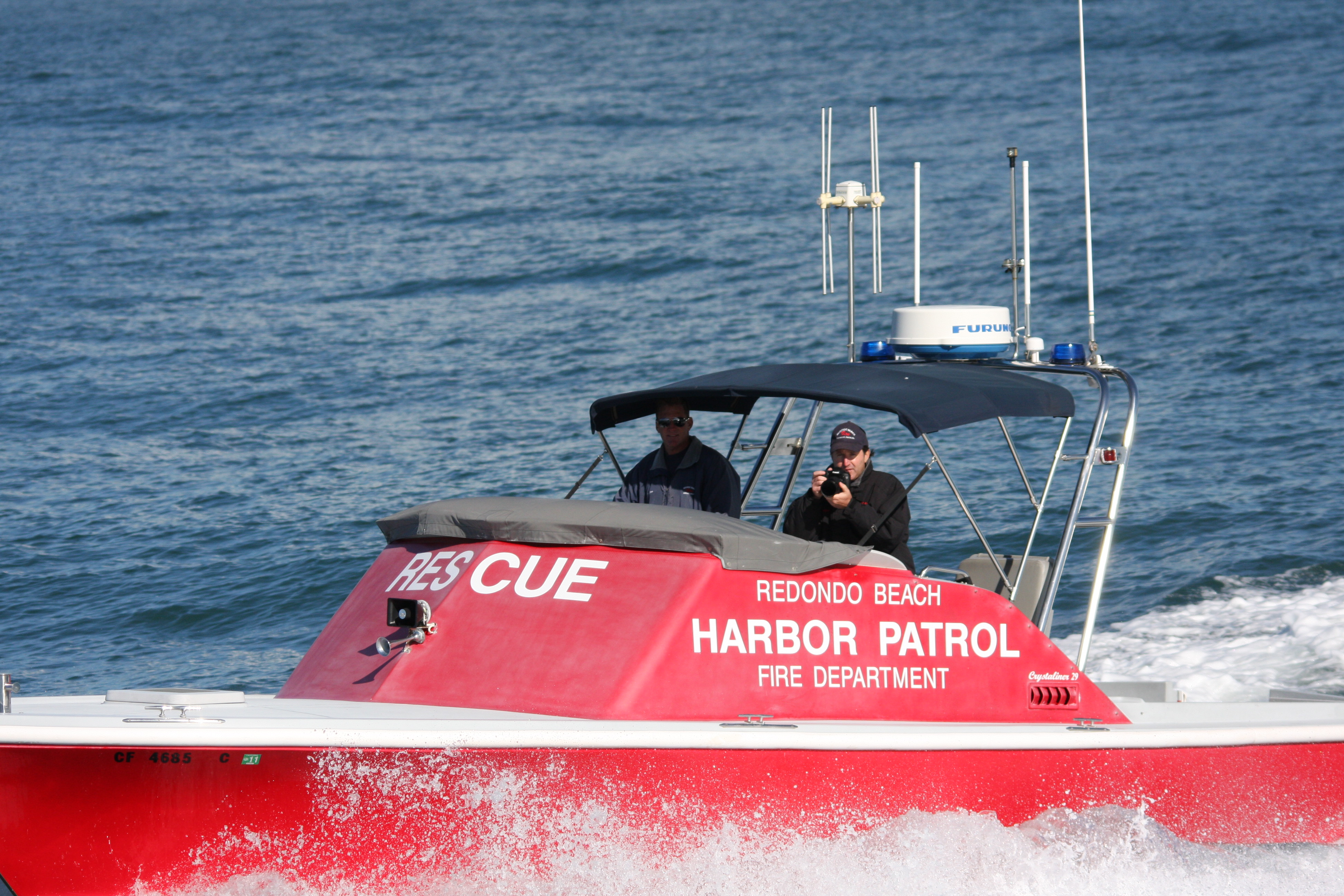
Patrol wodny straży pożarnej w Redondo Beach